# Errare humanum est

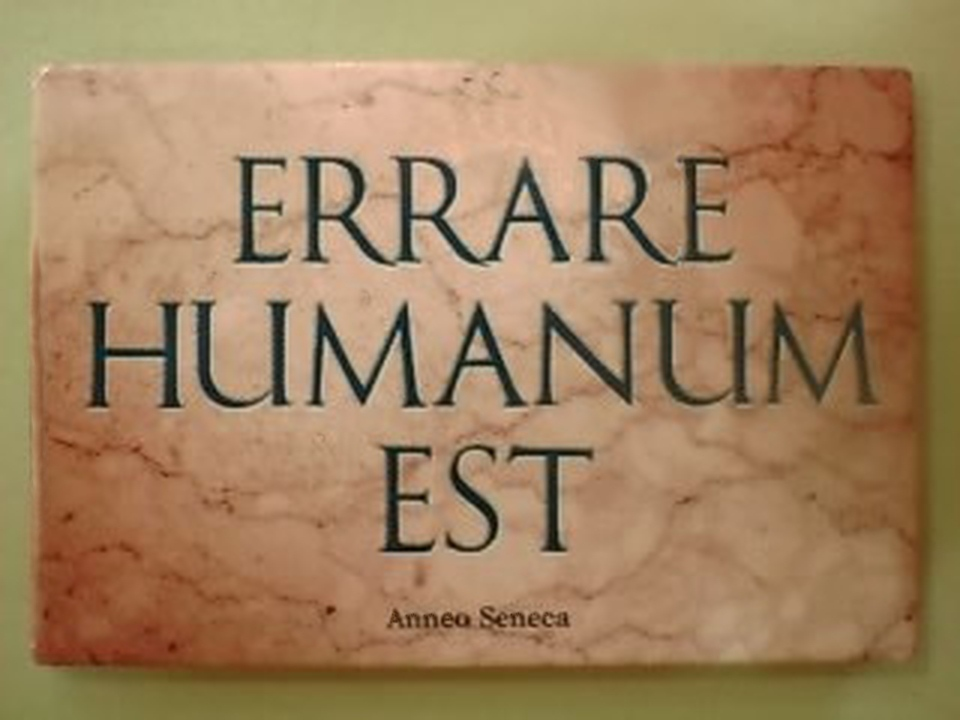
Errare humanum est, «errar es humano», como inscripción. La atribución a Aennaeus Seneca (probablemente Séneca el Viejo) que se ve aquí es incierta, porque no aparece en las obras ni del mayor ni de su hijo; la frase se origina en las Epístolas de Jerónimo y (en una forma bastante diferente) en las Filípicas de Cicerón.

Errare humanum est es una expresión en latín que significa literalmente:	«Errar es humano». Se considera que es intrínseco a la naturaleza humana el equivocarse, por lo que hay que aceptar los errores, y aprender de ellos para evitar que se repitan. La frase ha entrado en el lenguaje común, como aforismo con el que se busca mitigar un fallo, un error, siempre y cuando sea esporádico y no se repita.
La expresión latina completa es: errare humanum est, sed perseverare diabolicum; que traducida literalmente significa: «errar es humano, pero perseverar (en el error) es diabólico».

## Historia
La frase suele atribuírsele a Séneca el Joven, pero no se encuentra en sus escritos. Esta atribución quizá esté basada en una lectura errónea de las Controversias de Séneca el Viejo, alterando el pasaje original per humanos... errores («a través de errores humanos») a *humanum errare («errar es humano»).
Una frase similar se encuentra expresada por Cicerón en Filípicas XII.5: Cuiusvis hominis est errare: nullius nisi insipientis, perseverare in errore («Errar es propio de cualquier hombre, pero sólo del ignorante perseverar en el error»).
La primera fuente cristiana que contiene una frase similar es la epístola 57 de Jerónimo de Estridón: Igitur quia et errasse humanum est, et confiteri errorem prudentis («Ya que haber errado es humano y admitir el error es propio de gente prudente»). Más tarde, Agustín de Hipona en Sermones 164.14 dice: Humanum fuit errare, diabolicum est per animositatem in errore manere («Errar ha sido humano, pero es diabólico permanecer en el error por orgullo»).

## Significado
El significado es claro: equivocarse es parte de la naturaleza humana; sin embargo, esto no puede ser un factor atenuante para repetir un error, sino un medio para aprender de la experiencia.

### Otros aforismos
- Consummatum est
- Cura te ipsum
- In dubiis, abstine
- Mens sana in corpore sano
- Medice cura te ipsum
- Memento mori
- Primum non nocere